# Planet Pit
Planet Pit é o sexto álbum de estúdio do Pitbull lançado em 17 de junho de 2011 pela gravadora Jive Records. Dentre as principais participações nas faixas estão Ne-Yo, T-Pain, Enrique Iglesias, Sean Paul, Chris Brown e Kelly Rowland. O álbum estreou no número sete na Billboard 200 com a primeira semana de vendas de 55.000 exemplares, tornando-se o álbum de Pitbull mais alto nas paradas do Estados Unidos.

## Singles
- "Hey Baby (Drop It to the Floor)" com participação de T-Pain, foi lançado em 14 de setembro de 2010 como o primeiro single do álbum. Ele chegou ao número sete na Billboard Hot 100 nos Estados Unidos.
- "Give Me Everything" com participação de Ne-Yo, Afrojack e Nayer, lançado em 22 de março de 2011 como segundo single do álbum. Chegou a primeira posição na Billboard Hot 100 e no Reino Unido, e na segunda na Austrália.
- "Rain Over Me" com participação de Marc Anthony, foi lançado em 19 de julho de 2011 como o terceiro single oficial do álbum.[2] A canção foi inicialmente lançada em 10 de junho de 2011 como o terceiro single promocional do álbum.[3] A canção debutou a #30 posição na Bilboard Hot 100 nos Estados Unidos.[4]
- "International Love" com participação de Chris Brown, foi lançado em 11 de outubro de 2011 para rádios americanas de rhythmic, e em 1 de novembro de 2011 em rádios Top 40/Mainstream como o quarto single oficial do álbum.[5] A canção foi inicialmente lançado em 29 de maio de 2011 como o primeiro single promocional do álbum. Até agora, o único promocional a atingir um pico de número trinta na Billboard Hot 100.[6]

### Singlespromocionais
- "Pause" foi lançado como segundo single promocional do álbum.[7] Ele estreou no número 73 na Billboard Hot 100 nos Estados Unidos.[8] Esta canção foi usada para promover o Zumba, programa de condicionamento físico através de um concurso de vídeo.[9]
- "Castle Made of Sand" com participação de Kelly Rowland e Jamie Drastik foi lançada em 21 de outubro de 2011 como terceiro single promocional do álbum.
- "Took My Love" com participação de Redfoo, Vein e David Rush, foi lançado em 13 de dezembro de 2011 como quarto single promocional do álbum. O single foi usado como canção oficial do Miss América 2012.

## Críticas
| Críticas profissionais | Críticas profissionais |
| Avaliações da crítica  | Avaliações da crítica  |
| Fonte                  | Avaliação              |
| ---------------------- | ---------------------- |
| Digital Spy            | [ 10 ]                 |
| US                     | [ 11 ]                 |

Allison Stewart do The Washington Post deu uma boa revisão ao álbum dizendo: "Seu novo álbum, Planet Pit, é uma verdadeira despensa de vários indivíduos que compõem um álbum de pop bom, e raro para a conduta de um indivíduo melhor que o outro, vestido com estuque. Cada música aqui é um superstar de colaboração / super produtor, cada canção é uma bomba. Parece que o futuro pacote Greatest Hits." Na revisão da Us Magazine, Ian Drew deu ao álbum três estrelas de cinco e disse: "Se você quiser um álbum pop de enorme sucesso nos dias de hoje, Planet Pit é o que você quer". Ele concluiu dizendo: "Então, é claro, o cubano Pitbull de 30 anos publica seu sexto CD composto inteiramente de música do clube". Robert Copsey da Digital Spy deu ao álbum quatro de cinco estrelas, dizendo: "Com uma voz impressionante e com convidados impressionantes a bordo, todas as músicas do álbum podem se tornar verdadeiros indivíduos para o sucesso enorme".

## Alinhamentos de faixas
| Edição padrão  |                                                                   | |                                  |         |  |
| N.º            | Título                                                            | Compositor(es) | Produtor(es)                     | Duração |  |
| 1.             | "Mr. Worldwide (Intro)" (featuring Vein)                          | Armando C. Perez, Gravriel Aminov | Vein                             | 1:24    |  |
| 2.             | "Give Me Everything" (featuring Ne-Yo, Afrojack and Nayer)        | Perez, Nick van de Wall, Shaffer Smith | Afrojack                         | 4:12    |  |
| 3.             | "Rain Over Me" (featuring Marc Anthony)                           | Perez, RedOne, Marc Anthony, Bilal "The Chef" Hajji, AJ Janussi, Rachid Aziz                                                                             | Harlie Chanie                    | 3:51    |  |
| 4.             | "Hey Baby (Drop It to the Floor)" (featuring T-Pain)              | Perez, Sandy Vee, T-Pain | Sandy Vee                        | 3:54    |  |
| 5.             | "Pause"                                                           | Perez, Abdesamad Ben Abdelouahid, Adrian Santalla, Ari Kalimi, Urales Vargas                                                                             | Affect, Drop, DJ Buddha, Apster* | 3:00    |  |
| 6.             | "Come N Go" (featuring Enrique Iglesias)                          | Perez, Lukasz Gottwald, Benjamin Levin, Max Martin, Enrique Iglesias                                                                                     | Dr. Luke, Benny Blanco           | 3:56    |  |
| 7.             | "Shake Señora" (featuring T-Pain and Sean Paul)                   | Perez, Clinton Sparks, William Grigahcine, T-Pain, Sean Paul Henriques, Ralph de Leon, Harry Belafonte, Gabriel Oller, Steve Samuel                      | Clinton Sparks, DJ Snake         | 3:34    |  |
| 8.             | "International Love" (featuring Chris Brown)                      | Perez, Carsten Shack, Peter Biker, Sean Hurley, Claude Kelly                                                                                             | Soulshock & Biker, Sean Hurley^  | 3:47    |  |
| 9.             | "Castle Made of Sand" (featuring Kelly Rowland and Jamie Drastik) | Perez, Justin Franks, Jacob Luttrell, Julie Frost, Kelly Rowland, James T. Huy                                                                           | DJ Frank E, Jacob Luttrell*      | 3:48    |  |
| 10.            | "Took My Love" (featuring Redfoo, Vein and David Rush)            | Perez, Stefan Kendal Gordy, Gravriel Aminov, Urales Vargas, David Mauricio Bowen-Petterson, Neal Conway, Crystal Waters                                  | Redfoo                           | 4:29    |  |
| 11.            | "Where Do We Go" (featuring Jamie Foxx)                           | Perez, James Scheffer, Marc Kinchen, Daniel Morris, Leroy Sanchez, Jamie Foxx                                                                            | Jim Jonsin, Marc Kinchen*        | 3:50    |  |
| 12.            | "Something for the DJs"                                           | Perez, David Guetta, Nick van de Wall, Rico Love | David Guetta, Afrojack           | 3:04    |  |
| 13.            | "Mr. Right Now" (featuring Akon)                                  | Perez, Justin Franks, Jacob Luttrell, Aliaune Thiam | DJ Frank E, Jacob Luttrell*      | 3:07    |  |
| 14.            | "Shake Senora (Remix)" (featuring T-Pain, Sean Paul and Ludacris) | Perez, Clinton Sparks, William Grigahcine, T-Pain, Sean Paul Henriques, Christopher Bridges, Ralph de Leon, Harry Belafonte, Gabriel Oller, Steve Samuel | Clinton Sparks, DJ Snake         | 4:12    |  |
| 15.            | "Oye Baby" (Pitbull vs. Nicola Fasano)                            | Perez, Nicola Fasano, Stefano Bosco, Massimiliano Moroldo, Airto Moreira                                                                                 | Nicola Fasano                    | 2:55    |  |
| 16.            | "My Kinda Girl" (featuring Nelly)                                 | Perez, Jamal Jones, Cornell Haynes, Jason Perry, Donnie Scantz                                                                                           | Polow da Don, Jason Perry*       | 3:40    |  |
| 17.            | Sem título (Remix Extended Version)                               | Harlie Chanie | featuring Marc Anthony           | 5:35    |  |
| 18.            | Sem título (Morena De Mi Corazon)                                 | Antonio Banderas, Donnie Scantz, Nicola Fasano |                                  | 2:37    |  |
| 19.            | Sem título (Turn Silence)                                         | Marcos Witt |                                  | 4:02    |  |
| 20.            | Sem título (Original Version)                                     | Sin Bandera |                                  |         |  |
| 21.            | Sem título (Tu Llegaste A Mi Vida)                                | Camila |                                  | 3:32    |  |
| 22.            | Sem título (Ay Ay Ay)                                             | Harlie Chanie | featuring Marc Anthony           | 10:52   |  |
| Duração total: | Duração total:                                                    | Duração total: | Duração total:                   | 42:49   |  |

 (*) Indica co-produtor  
 (^)denota a produção adicional 

## Posições e certificações
| Posições (2011)                                           | Melhores posições |
| --------------------------------------------------------- | ----------------- |
| Austrália (Australian Albums Chart)                       | 5                 |
| Austrália (Australian Urban Albums Chart)                 | 2                 |
| Austrália (Austrian Albums Chart)                         | 3                 |
| Bélgica (Belgian Albums Chart) (Flanders)                 | 24                |
| Bélgica (Belgian Albums Chart) (Wallonia)                 | 11                |
| Canadá (Canadian Albums Chart)                            | 4                 |
| Suíça (Czech Albums Chart)                                | 33                |
| Dinamarca (Danish Albums Chart)                           | 39                |
| Países Baixos (Dutch Albums Chart)                        | 21                |
| Finlândia (Finland Albums Chart)                          | 21                |
| França (French Albums Chart)                              | 13                |
| Alemanha (German Albums Chart)                            | 6                 |
| Grécia (Greek Albums Chart)                               | 27                |
| Hungria (Hungarian Albums Chart)                          | 6                 |
| Irlanda (Irish Albums Chart)                              | 17                |
| Itália (Italian Albums Chart)                             | 8                 |
| México (Mexican Albums Chart)                             | 12                |
| Nova Zelândia (New Zealand Albums Chart)                  | 10                |
| Noruega (Norwegian Albums Chart)                          | 30                |
| Polónia (Polish Albums Chart)                             | 12                |
| Portugal (Portuguese Albums Chart)                        | 24                |
| Escócia (Scottish Albums Chart)                           | 16                |
| Espanha (Spanish Albums Chart)                            | 5                 |
| Suíça (Swiss Albums Chart)                                | 2                 |
| Coreia do Sul (South Korean Albums Chart) (International) | 6                 |
| Reino Unido (UK Albums Chart)                             | 11                |
| Reino Unido (UK R&B Albums Chart)                         | 1                 |
| Estados Unidos (Billboard 200)                            | 7                 |
| Estados Unidos (Top Rap Albums)                           | 2                 |
| Estados Unidos (Top R&B/Hip-Hop Albums)                   | 3                 |

| País      | Certificador | Certificação | Vendas |
| --------- | ------------ | ------------ | ------ |
| Austrália | ARIA         | Ouro         | 35,000 |
| Áustria   | IFPI Áustria | Ouro         | 10,000 |
| Canadá    | Music Canada | Platina      | 80,000 |
| México    | AMPROFON     | Ouro         | 30,000 |
| Polónia   | IFPI Polónia | Ouro         | 15,000 |

## Histórico de lançamento
| País           | Data                | Formato              | Editora discográfica     |
| -------------- | ------------------- | -------------------- | ------------------------ |
| Austrália      | 17 de Junho de 2011 | CD, Download digital | Sony Music Entertainment |
| Alemanha       | 17 de Junho de 2011 | CD, Download digital | Sony Music Entertainment |
| Irlanda        | 17 de Junho de 2011 | CD, Download digital | Sony Music Entertainment |
| Holanda        | 17 de Junho de 2011 | CD, Download digital | Sony Music Entertainment |
| Reino Unido    | 20 de Junho de 2011 | CD, Download digital | Sony Music Entertainment |
| Estados Unidos | 21 de Junho de 2011 | CD, Download digital | Sony Music Entertainment |
| Dinamarca      | 22 de Junho de 2011 | CD, Download digital | Sony Music Entertainment |
| Brasil         | 30 de Junho de 2011 | CD, Download digital | Sony Music Entertainment |
| Polónia        | 8 de Agosto de 2011 | CD, Download digital | Sony Music Entertainment |